# Dicranomyia gemina
Dicranomyia gemina är en tvåvingeart som först beskrevs av Alexander 1924.  Dicranomyia gemina ingår i släktet Dicranomyia och familjen småharkrankar. Inga underarter finns listade i Catalogue of Life.